# Martha Imalwa
Olyvia Martha Imalwa (geb. Ekandjo; * 23. Dezember 1960 in Südwestafrika) ist eine namibische Juristin und seit 2004 als Prosecutor-General Generalstaatsanwältin ihres Heimatlandes unter dem Büro des Attorney-General.
Imalwa wuchs im Norden Namibias auf. 1982 ging sie im Rahmen des namibischen Befreiungskampfes ins Exil nach Angola. Im selben Jahr wurde sie von der SWAPO nach Lusaka in Sambia geschickt, um dort am United Nations Institute for Namibia (UNIN) zu studieren. 1985 beendete sie das Studium mit einem Abschluss in Rechtswissenschaft. Bis 1998 folgte ein LLB an der University of Warwick im Vereinigten Königreich.
1989 kehrte Imalwa nach Namibia zurück. Kurz nach der Unabhängigkeit Namibias wurde sie hochrangige Mitarbeiterin im Legal Assistance Centre in Ongwediva. 1992 wurde sie Staatsanklägerin in Oshakati und 1996 unter Generalstaatsanwalt Hans Heyman Staatsanklägerin für den Großteil des Nordens Namibias. 1998 wurde Imalwa als Staatsanwältin an das Obergericht in Windhoek entsandt. Ein Jahr später ging sie zurück nach Oshakati. Im Jahr 2000 wurde Imalwa schlussendlich Vize-Generalstaatsanwältin und übernahm nach Pensionierung von Heymans den Posten der Generalstaatsanwältin vier Jahre später. Mit Wirkung zum Jahresende 2020 sollte Imalwa aus dem Amt ausscheiden, ist aber mit Stand Juli 2023 noch im Amt.
Imalwa ist mit Veikko Imalwa verheiratet. Sie haben vier Kinder.